# オレイディス・デスパイネ
オレイディス・デスパイネ（Oreidis Despaigne Terry 1981年9月20日- ）は、キューバのシエンフエーゴス出身の柔道選手。階級は100kg級。身長186cm。

## 人物
2004年のアテネオリンピックでは3回戦で敗れた。2007年の世界選手権では3位となった。翌年の北京オリンピックでは2回戦で敗れた。2010年の世界選手権では準決勝で穴井と対戦して、先に有効を取るが指導2で追いつかれて、GSに入ってから内股で敗れるものの、再び3位となった。
兄のヨスバニ・デスパイネも柔道選手で、1996年のアトランタオリンピックから3大会連続でオリンピックに出場した。

## 主な戦績
- 2002年 - パンナム選手権　2位
- 2003年 - ベルギー国際　優勝
- 2003年 - パンアメリカン競技大会　3位
- 2004年 - パンナム選手権　優勝
- 2005年 - フランス国際　3位
- 2005年 - ハンガリー国際　3位
- 2006年 - チェコ国際　2位
- 2006年 - パンナム選手権　優勝
- 2007年 - ベルギー国際　3位
- 2007年 - フランス国際　3位
- 2007年 - ハンガリー国際　2位
- 2007年 - パンナム選手権　優勝
- 2007年 - パンアメリカン競技大会　優勝
- 2007年 - 世界選手権　3位
- 2007年 -嘉納杯　3位
- 2008年 - ベルギー国際　3位
- 2008年 - パンナム選手権　3位
- 2008年 -嘉納杯　3位
- 2009年 - ワールドカップ・ブダペスト　優勝
- 2009年 - パンナム選手権　優勝
- 2010年 - パンナム選手権　100kg級　優勝　無差別　優勝
- 2010年 - 世界選手権　3位
- 2011年 - パンナム選手権　優勝
- 2011年 - パンアメリカン競技大会　2位